# Península de Bicol
Bicol é uma península localizada na ilha de Luzon, região de Bicol, nas Filipinas. O vulcão ativo Mayon está localizado nesta península.